# Yamaha ox99-11
El Yamaha OX99-11 fue un coche deportivo diseñado por Yamaha junto a Ypsilon Technology e IAD, una consultora en ingeniería inglesa y que se suponía saldría al mercado en 1994.

## Desarrollo y cancelación
Yamaha, una marca más conocida por producir motocicletas y pianos, se había adentrado en la Fórmula 1 como proveedor de motores en 1989. Y aunque no obtuvo buenos resultados en su experiencia en la categoría reina, desarrollo una máquina que justamente quería simular el rendimiento de uno de estos autos para los usuarios comunes y corrientes. 
Contaba con un diseño muy adelantado para su época, incluso en la actualidad. Sus puertas se despliegan hacia arriba, y cuando todas se abren se ve claramente todo el chasis del auto, idéntico al del antiguo equipo Jordan de la Fórmula 1. 
Fue presentado en la primavera de 1992, y se preveía un gran éxito por ser en todos los sentidos un F1 construido para circular por la calle. Sin embargo, el costo por realizar este proyecto se hizo demasiado elevado justamente por los problemas de adaptación del conjunto motriz de los circuitos de carreras a la ciudad, suspediéndose el desarrollo del OX99-11 en 1993. 
El motor es el mismo del Fórmula 1 de la época, un motor V12 a 70 grados de apertura, 3498 cc de cilindrada  y cinco válvulas por cilindro, totalizando 60 válvulas, ubicado en posición central. Entregaba una potencia de 450 CV a 10 000 rpm, menor a la versión F1 debido a que tuvieron que cambiar algunos componentes para aumentar su fiabilidad. 
El coche alcanzaba los 350 km/h de velocidad máxima, y aceleraba de 0 a 100 km/h en sólo 3,1 segundos. 
Sus frenos son de discos ventilados en las cuatro ruedas, con neumáticos de  245/40 ZR17 en las ruedas delanteras y 315/35 ZR17 en las traseras. Mide 4400 mm de largo, 2000 mm de ancho y 1220 mm de alto, con una distancia entre ejes de 2650 mm.

## Ficha técnica
| Marca: Yamaha OX99-11                                                       |
| Año: 1992                                                                   |
| País: Japón                                                                 |
| Motor: V12 de 3498 cc y 60 válvulas en posición central                     |
| Potencia: 450 HP a 10000 rpm                                                |
| Transmisión: Caja de cambios manual de seis velocidades. Tracción posterior |
| Velocidad: (máx) 350 km/h                                                   |
| Aceleración: (0-100 km/h) 3.1"                                              |
| Suspensión: Delantera y trasera independiente                               |
| Frenos: Discos ventilados en las cuatro ruedas                              |
| Peso: 1150 kg                                                               |
| Relación Peso/Potencia: 2.56 kg/HP                                          |
| Neumáticos: 245/40 ZR17 delanteros y 315/35 ZR17 traseros                   |

### Galería

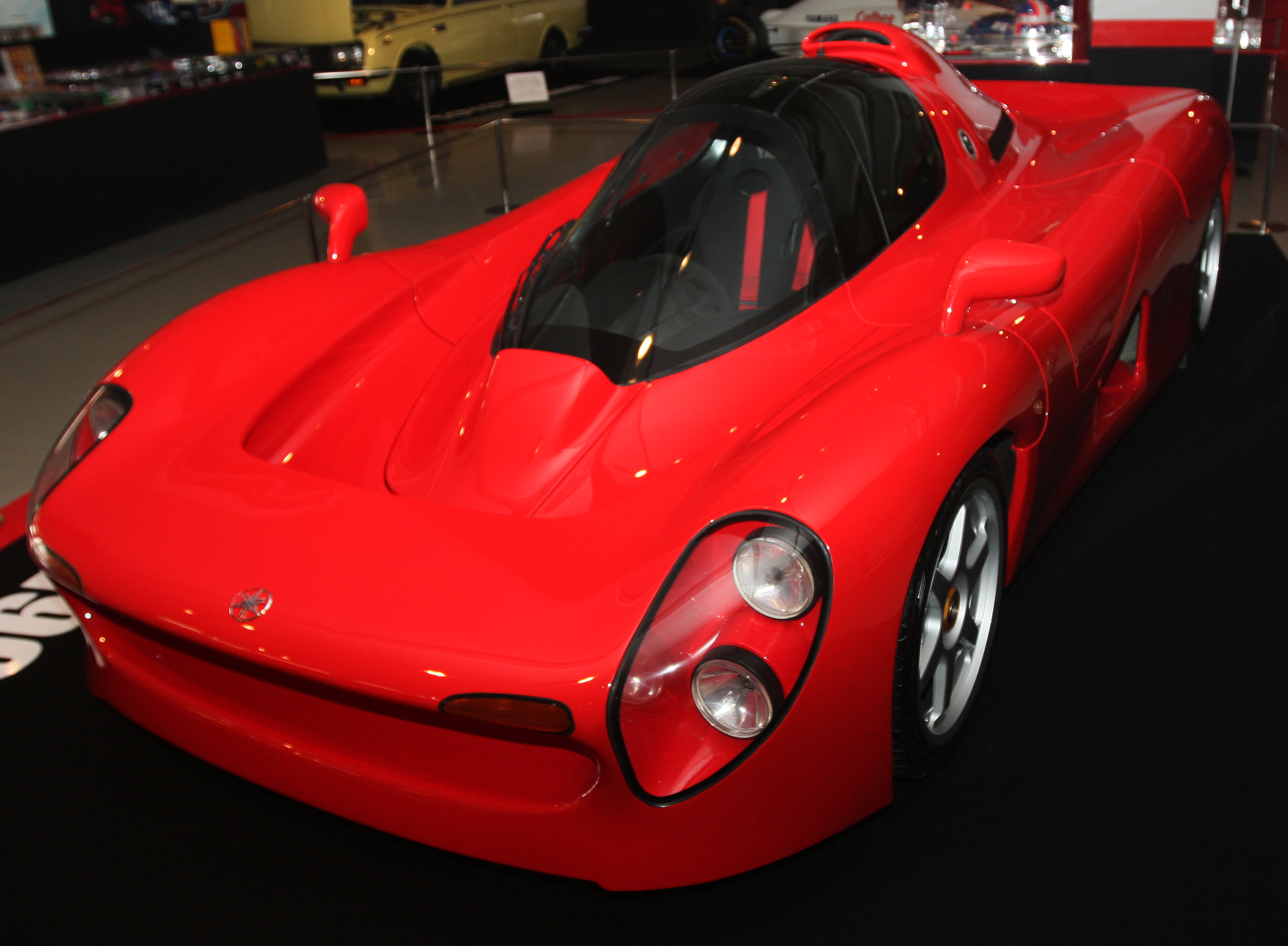
Vista frontal.
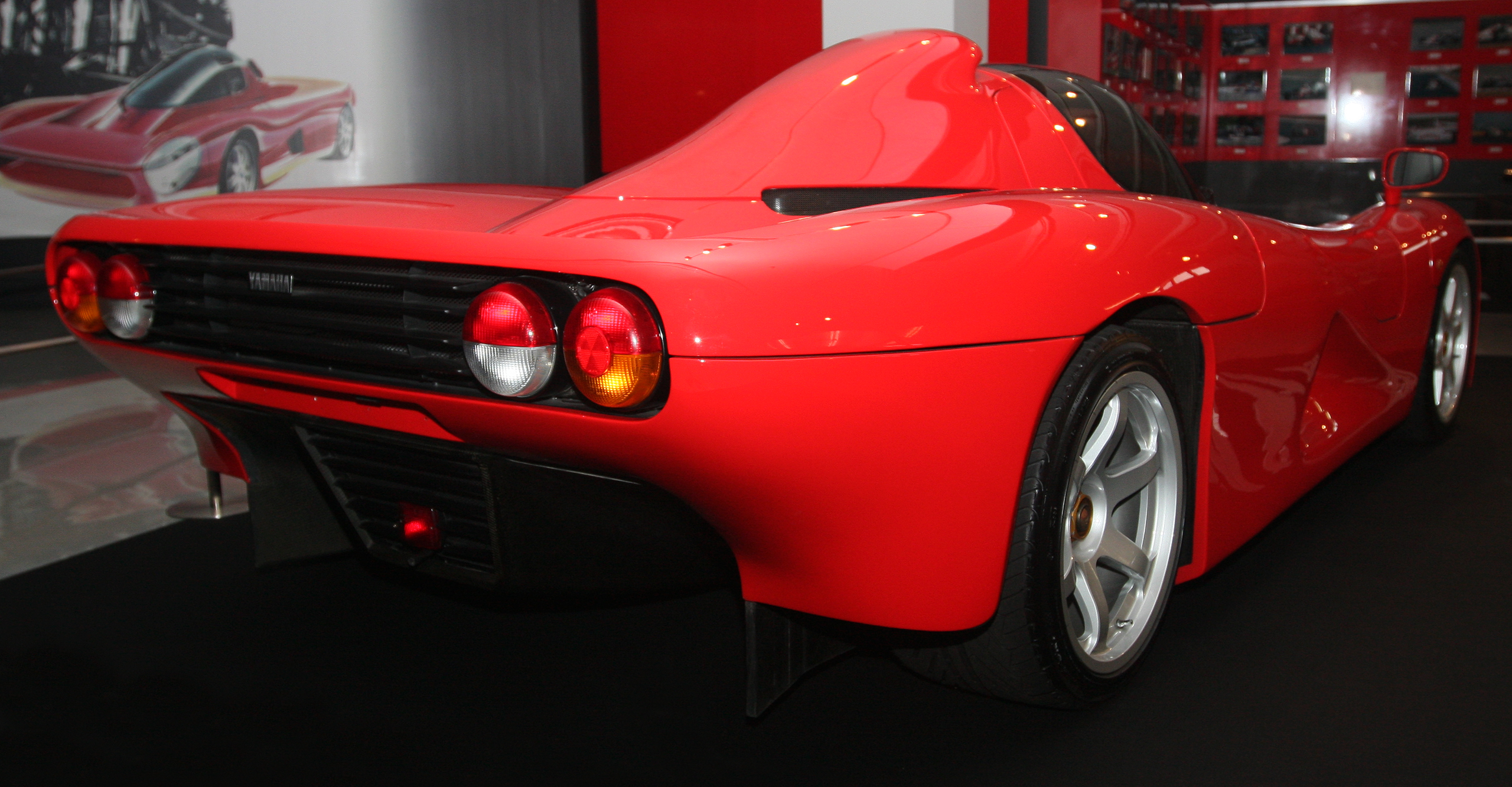
Vista trasera.
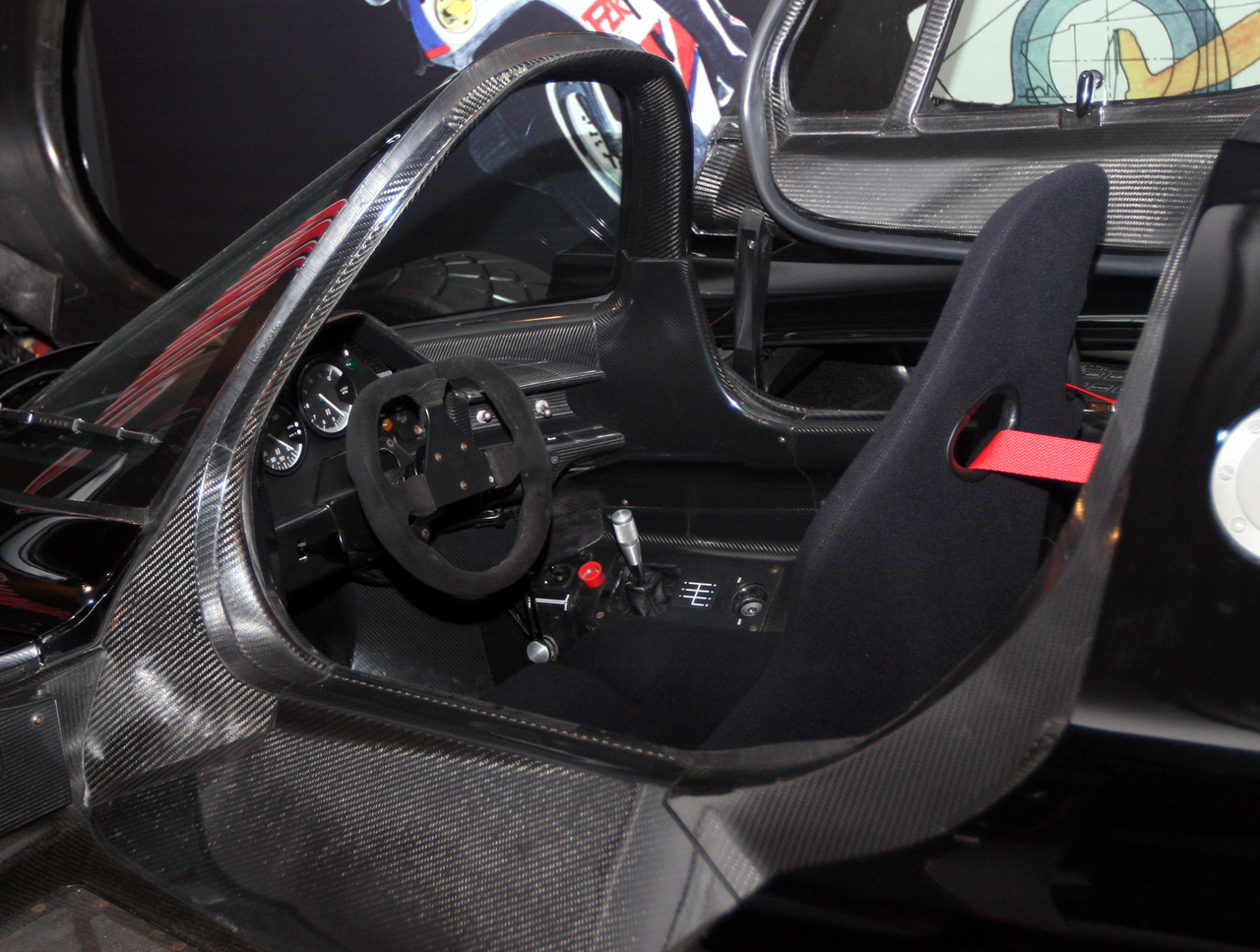
Puesto de conducción.
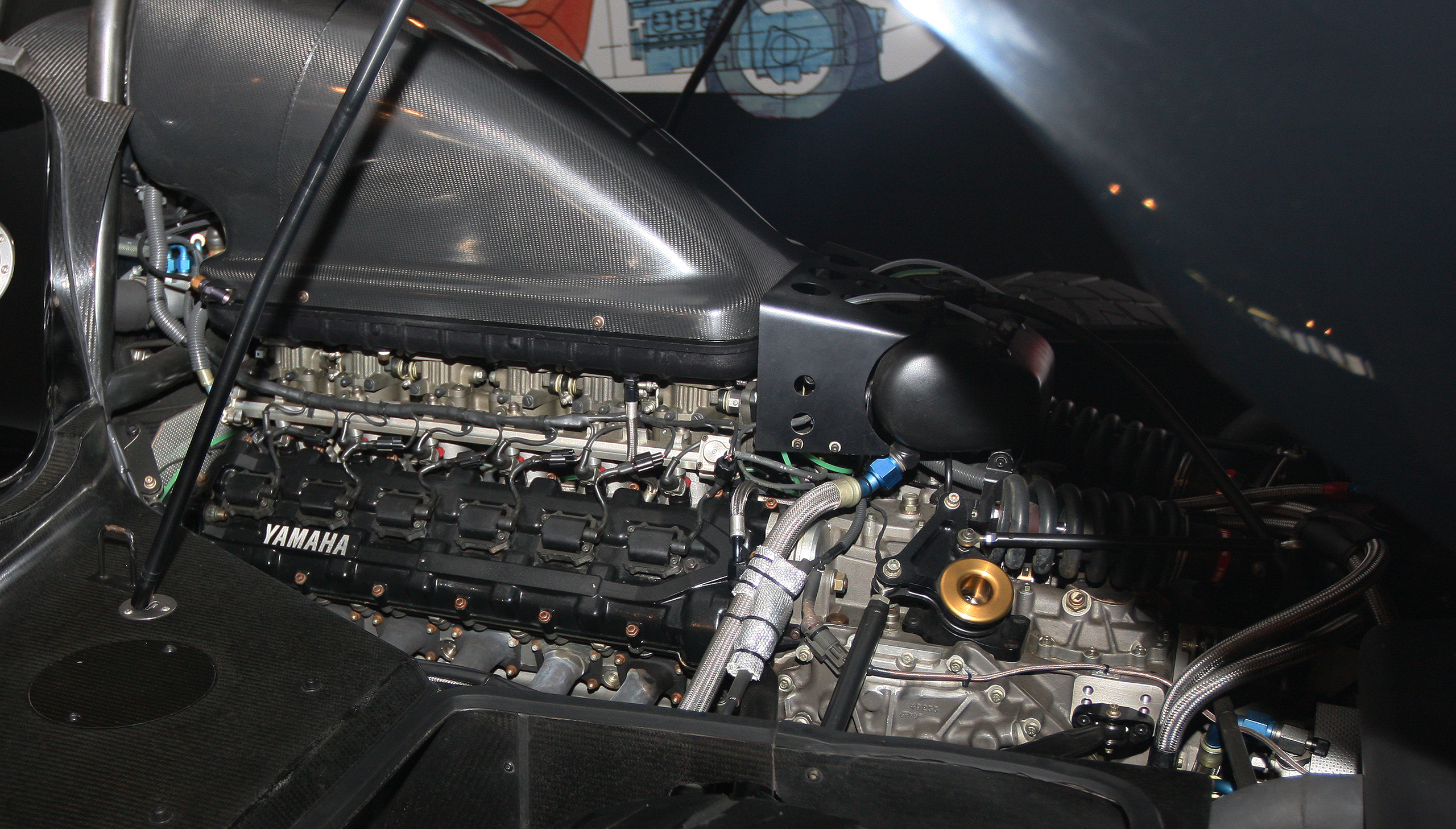
Motor.